# Corinna punicea
Corinna punicea là một loài nhện trong họ Corinnidae.
Loài này thuộc chi Corinna. Corinna punicea được Eugène Simon miêu tả năm 1897.